# Sysdata Microcolor
O Sysdata Microcolor (ou TColor) foi um computador doméstico brasileiro produzido pela empresa Sysdata Eletrônica a partir de 1983. Era um clone do Tandy MC-10 estadunidense, e como este, igualmente obscuro. Chegou a ser exibido em feiras de informática e teve anúncios publicados em revistas especializadas; todavia, suas vendas não foram expressivas.

## Características
- Memória:
  - ROM: 12 KiB
  - RAM: 4 a 64 KiB
- Teclado: "chiclete" com 48 teclas, incorporado ao gabinete
- Display: coprocessador MC6847, 9 cores
  - 16 x 32 (texto)
  - 32 x 64 (gráfico de baixa resolução)
  - 128 x 192 (gráfico de média resolução, apenas via Assembler), 2 cores
- Expansão:
  - 1 porta de expansão
- Portas:
  - 1 saída para TV, canais 3 ou 4 VHF
  - 1 porta RS-232
- Armazenamento:
  - Gravador de cassete em 1500 bauds, controle remoto do motor